# Garuva
Garuva là một đô thị thuộc bang Santa Catarina, Brasil. Đô thị này có diện tích 501,39 km², dân số năm 2007 là 13393 người, mật độ 26,5 người/km².